# Chua Soi Lek
Chua Soi Lek (chiń. upr. 蔡细历; chiń. trad. 蔡細歷; pinyin Cài Xìlì; ur. 2 stycznia 1947) – malezyjski polityk chińskiego pochodzenia. Do 1 stycznia 2008 roku pełnił funkcję ministra zdrowia i posła. Zrezygnował, gdy ujawniono video ukazujące jego seks z przyjaciółką. Złożył także swój mandat parlamentarny. Jest żonaty, ma trójkę dzieci.